# 丘陵
丘陵、丘陵地是高度在平原和山地之間，並由眾多小丘連綿而成的地形。“丘陵”一词有众多的别名，包括“平缓起伏”、“滚动的国家”和“起伏的乡村”。各地对丘陵的定义不十分一样。相对而言，比较平坦的地方高度差50米就可能可以被称为丘陵，而在山地附近可能在高度差100到200米以上才会被称为丘陵，如基隆市65高地。

## 形成
丘陵有多种形成原因：
- 山脉受长期风化侵蚀而成
- 不稳定的山坡的滑动和下沉
- 风造成的堆积
- 冰川造成的堆积
- 植被造成的堆积
- 河流造成的侵蚀
- 火山爆發和地震
- 史前陨石
- 人造：比如露天开矿造成的堆积、古代居民点造成的堆积等等，此外还有园林工艺故意造成的丘陵地區，比如高尔夫球场等